# A.C. Evaldsen
Anders Christian Evaldsen (født 2. juni 1841 i Arlund ved Holstebro, død 18. november 1912 på Frederiksberg) var en dansk retslærd og dommer.

## Liv og gerning
Han blev student fra Viborg 1861, fik 1866 af universitetet et hæderligt accessit for en afhandling, "Om Skyldnerens Mora" (udarbejdet tr. 1870), blev cand.jur. i 1867 og i 1870 ansat som volontær i Justitsministeriet og konstitueredes 1870 for et år som assessor i Viborg Overret. Han konkurrerede i 1872, blandt andet med J.H. Deuntzer, om pladsen som juridisk professor efter F.T.J. Grams død. Deuntzer sejrede, men Evalsen ansattes dog også som juridisk professor og fik den opgave ved siden af Aagesen at foredrage dansk og romersk formueret. Hans hovedvirksomhed samlede sig om obligationsretten; af forelæsninger her over er udkommet (autograferet) den almindelige og omtrent halvdelen af den specielle del. Disse forelæsninger fik bevidnet stor betydning for studenterne. 
Evaldsens store interesse for løsningen af de virkelige retstilfælde synes efterhånden at have ført ham bort fra videnskabelig produktion og hen imod dommerkaldet. Da han desuden producerede tungt og måske, med sin store selvkritik, anså yngre kræfter for bedre egnede til at magte videnskabens systematiske spørgsmål, forlod han i 1885 universitetet og blev assessor i København’s Overret, hvorfra han i 1893 forflyttedes til Højesteret, tilførende dommerstanden sin rige viden og sit skarpe blik for hvorledes, den konkret fornuftige løsning ofte må søges under tilsidesættelse af herskende doktriners konsekvenser. Han blev 1887 fast censor ved de juridiske eksamener og udnævntes i 1894 til æresdoktor ved Københavns Universitet.
Af Evaldsens øvrige arbejder kan nævnes hans konkurrenceafhandling, Bidrag til Læren om Fuldmagt og dermed beslægtede Retsforhold, en udførlig Fortolkning af Vekselloven (1881) og nogle mindre, formueretlige afhandlinger i Ugeskrift for Retsvæsen for 1868, 1882 og 1885.